# 空の都の神々は
『空の都の神々は』（そらのみやこのかみがみは、The Hundred Thousand Kingdoms）はアメリカの作家N・K・ジェミシンによる2010年のファンタジー小説で、The Inheritance Trilogyの1冊目にあたる。ジェミシンのデビュー作で、2010年にオービット・ブックスより出版された。同作は2011年ローカス賞 第一長編部門を受賞し、ネビュラ賞 長編小説部門、ヒューゴー賞 長編小説部門および世界幻想文学大賞にノミネートされ、日本でも2011年にセンス・オブ・ジェンダー賞海外部門大賞を受賞した。続編として2010年に『世界樹の影の都』が出版された。

## 概要
母親の喪に服しているイェイナ・ダールは、世界の支配者でアラメリ一族の長である祖父のデカルタによって、驚異的な空中都市スカイに召喚された。デカルタはイェイナもアラメリの一族であるとして（イェイナの誕生の状況のために疎遠になっていたにもかかわらず）後継者に指名したが、すでにデカルタの姪と甥両方に割り当てており、その結果厄介な三者間の権力闘争がもたらされた。過酷なアラメリ社会を生き抜くために、イェイナはすぐにその複雑さを理解しなければならない。イェイナはまた、アラメリの強力な武器としてスカイに住んでいる神々のうちの4柱の陰謀にも巻き込まれてゆく。アラメリの継承儀式まであと数日、イェイナは親族は神々の策略をかい潜りながら、母親の殺人事件を解決しようと奮闘する。

## あらすじ
イェイナ・ダールは、アラメリ玉座の後継者だったが、物語が始まる20年前にダール人であるイェイナの父親のとの結婚を機に相続権を放棄したキニース・アラメリの娘として生まれた。キニースはデカルタと縁を切り、その結果としてダールはアラメリのブラックリストに載ることになった（致命的な経済的危機に陥れられた）。
イェイナが到着した日に彼女は、やはりアラメリであり（とは言え低ランクだが）、宮殿スチュワードのティヴリルと出会うが、床掃除の使用人に至るまで、すべての宮殿スタッフがアラメリである。これは、ティヴリルがすぐには明らかにはしない理由で、アラメリだけがスカイで夜を過ごすことを許されているからである。ティヴリルはイェイナをヴィレイン（宮殿の代書士）に、夜になる前にアラメリとして神印を付けさせようとする。しかし、後継者候補の一人であるシミーナが先に彼らを見つけてしまう。そして、イェイナが神印をまだ付けていないことから、シミーナはアラメリに捕らえられている神々の一柱であるナハドをイェインに向けて放つ。
イェイナは、捕らえらえている別の神であるシアの助けを借りて逃げる。逃げ切る直前にナハドが追いつきシアを攻撃するが、イェイナがナハドをナイフで突き刺して死に至らしめる。ナハドは倒れる前にイェイナにキスし、彼女を待っていると告げて彼女を混乱させる。神であるナハドはその後まもなく生き返る。その後、イェイナは他の神々と出会い、すぐに神々もアラメリのように彼女のために恐ろしい計画を立てていることに気が付く。
しかし、イェイナにも自分の意図がある：未だに喪に服している彼女は、物語が始まる前に誰が母親を殺したのかを解明するためにスカイにやって来たのだった。親類で、もう一人の後継者候補であるレラードとの同盟を築きつつある間にも、母親の過去の謎についての答えを模索する。これがイェイナに自分自身、世界の歴史および神々そのものについての恐ろしい啓示へと導くことになる。
継承儀式の日が近づくともにイェイナは選択肢が少ないことに気がつき、ナハドがエネファーダ（「エネファを忘れないものたち」の意、エネファを弑したイテンパスを恨んでいる）が手助けの見返りに彼女の命を要求すると警告したにもかかわらず、彼らと手を結ぶことを選択する。その過程で死ぬことになるかも知れないが、母親についての真実を学ぶことを選択し、神々の申し出を受け入れる。イェイナは最初にティヴリルと、次にナハドの同機は不明だが彼女に同じように惹かれている神と短期間関係を持つ。
ストーリーは<天空の父>にして天と地の支配者であるイテンパスが降臨するアラメリの継承儀式で頂点を迎え、イェイナは運命の選択を行う。

## 登場人物
- イェイナ（Yeine）- イェイナ・ダール（フルネームである"Yeine dau she Kinneth tai wer Somem kanna Darre"の短縮形）はアラメリとダール人の混血。前のアラメリ後継者だった母親が物語の開始直前に殺されたため、スカイの都でのイェイナの目標の一部は母親の死に対しての復讐である。イェイナはダールの世襲かつお飾りの首長だが、いくらかの代表的な権力は有している。アラメリからは野蛮人と見なされている。
- ナハド（Nahadoth）- 夜、混沌および変化の神でもある<夜の君>は神々の中の最年長で、最も危険な存在。さまざまな外見で現れる。
- イテンパス（Itempas）- 法、秩序および光の神。イテンパスは全世界で<天空の父>として崇拝されている。
- エネファ（Enefa）- 黄昏、夜明け、均衡、生命および死の女神で、物語が始まる数千年前に殺害された。
- シア（Sieh）- トリックスター、9歳の少年の外見を選択する子神。実際には最年長の子神であり、数十億歳。不可解な理由からイェイナの味方をする。
- クルエ（Kurue）- 子神、知恵の女神で、奴隷にされている神々の見かけ上のリーダー。
- ジャカーン（Zhakkarn）- 子神、戦争と戦闘の女神。
- デカルタ（Dekarta）- アラメリ一族の長、デカルタは<十万王国>の「無冠」の支配者であり、イェイナの祖父でもある。物語の初めでイェイナをスカイに呼び寄せ、後継者として指名する。
- シミーナ（Scimina）- イェイナの親類の一人で、同じく後継者。この物語での明白な第一の敵役。
- レラード（Relad）- シミーナの双子の弟でもう一人の後継者候補。酷い飲んだくれだが、彼と同盟を結ぶことが後継者争いで生き残るためのイェイナの最高のチャンスとなる。
- ティヴリル（T’vril）- イェイナ同様の半血族で宮殿のスチュワード。すぐにイェイナの味方の一人となる。
- キニース（Kinneth）- デカルタの唯一の子供でイェイナの母親。
- ヴィレイン（Viraine）- 宮殿の代書士（神の言語を研究する学者で、この言語によって限定的な魔法を使うことが可能となる）。彼もイェイナを助けるが、同機は明らかではない。

## 地理と設定

### ハイノース（High North）
最北の大陸で、セヌムのおよそ1/3の大きさ。ハイノースは、海岸沿いの乾燥地帯を有するほぼ亜熱帯気候の惑星の赤道に近い山がちの大陸。ハイノースには以下のような国家がある：
- ダール：内陸の小国で、大部分が山がちの熱帯雨林。以前は母権制で、現在は男女平等だが母権制の痕跡が残っている。首都は山頂平地の石造りの都市であるアレバイア。
- メンチェイ：ダールと国境を接する内陸の小国だが、乾燥している。以前は母権制で、現在は男女平等だが母権制の痕跡が残っている。ダールの仇敵。
- トクランド：メンチェイおよびダールと国境を接する沿岸の小国。

### セヌム（Senm）
ハイノースの南の最大の大陸。
気候帯は北部の亜熱帯から南部の乾燥地帯及び極地まで（この大陸が惑星の南半球の大部分と南極を覆っている）。セヌムには以下のような国家および都市がある：
- スカイ（Sky-in-Shadow）：アラメリの本拠地である都市国家の最終的な名称で、<貴族評議会>が置かれている。Inheritance Trilogy のほとんどの出来事の舞台。宮殿は三部作を通してスカイとして知られているが、その下にある市街はその時々で別の名称で知られている。『空の都の神々は』では宮殿同様にシンプルにスカイと呼ばれる（場合によって「スカイ宮殿」に対して「スカイ市街」とも呼ばれる）。『世界樹の影の都市』では都市の正式名称はスカイのままだが、都市の大部分が世界樹の天蓋と複数階の高さがある根の影になることから、居住者からはシャドーと呼ばれ始めている。シリーズ3冊目では、都市は事実上、地表レベルのシャドー、中流の上位の工芸作家と弱小貴族が済む樹の根の上のグレイおよび都市の最も裕福な居住者が樹の幹に直接豪邸やその他の構造物の集合を建設したヌーンブライトの3つの市街を有している。全ての市街と宮殿は “Sky-in-Shadow” と呼ばれている。シャドーの中のエリアは（ほとんどは『世界樹の影の都市』に出てくる）：
  - ウエシャ（Wesha）：ウエストシャドー
  - イーシャ（Easha）：イーストシャドー
  - <遊歩道>（The Promenade）：ウエシャ、舗装された環状交差点で<世界樹>がよく見えることから巡礼者に人気があり、芸術家、大道芸人などが集まって商売をしている。ウエシャの<白き館>などの都市の重要な建物もこの地域にある
  - <南遊歩道>（The South Promenade）：ウエシャ、別の環状交差点だが世界樹があまりよく見えないため訪れる巡礼者は少ない
  - South Root：ウエシャ、わずかにしか陽光が当たらない貧民街
  - シューストック廃品置き場（The Shustocks Junkyard）：イーシャ、カーターズの近く、街の荷馬車轢き、馬車製造業車および鍛冶屋の近くにあり、荷車や腐った木などの粗大ゴミが多く捨てられている。当初は子神のダンプの縄張りだったが、後にリルの縄張りに
  - Ancestors’ Village ：ウエシャ、都市のホームレスの集まるところ
- ニマロ保留地（Nimaro）：セヌム大陸南端の半島にある小国。マロランドが破壊された後で、生存者に与えられた。穏やかな農民の国。主要言語はセヌマイトだが、少数派は元々の言語であるマロ語を守ろうとしている。ニマロの民は暗褐色の肌と強い巻き髪。セムヌ大陸に領土を持つ数少ない非アームン民族の一つ（もう一つはティーマ保護領）
- ティーマ/ティーマ保護領（Tema/the Teman Protectorate）：セヌム大陸北端位置する国家と都市国家の大規模な連合。3つの貴族が交代で指導権をもち、外交面で協力し合うTriadiceが統治している。主要言語はティーマ語。ティーマの民は褐色から茶色の肌で「尖った」目（つまり蒙古ひだがある）である。セヌムに領土を持つ数少ない非アームン系民族の一つ（もう一つはマロ）

### 島嶼部
セヌムの東、火山性の多島海。
多島海の東端はマロランドに近く、これらの島々の人々は西方の人々とは顕著に異なる文化、より暗色の肌およびカールした髪を備えている。
- ケン（Ken）：列島の西端に位置する最大の島国、ケンとミンの民が住む
- イルト（Irt）：大きな島の半分を占める国家
- ウーサー（Uthr）：イルト島の残り半分を占める国家

### マロランド
ハイノース南東にあった失われた大陸。最小の大陸だった。気候は亜熱帯から温帯。素晴らしい美しさと生物多様性の土地で、最初の人類はここで進化して西に広がった。ナハドによって大陸が破壊されるまでは、最初のアラメリの故郷はこの大陸にあった。その後数世紀の間、マロランドがあった地域は海底地震/津波に襲われやすく、海の旅は危険だった。口語的には「マロ」と呼ばれている。

## 種族/氏族

### 神の種族

#### <大渦巻>
万物の源。<大渦巻>は<三神>を生み出した力ないし実体である。自らの子供たちと一度もコミュニケートしたことがなく、神々でさえその性質を完全には理解していない。イェイナは、『空の都の神々は』作中でのナハドとの性行為の最中に、<大渦巻>を「音：巨大で酷い咆哮」と認識した。神々は<大渦巻>をエネルギーや物質だけではなく、概念も含めた激しい嵐として説明している。ほとんどの子神、魔童あるいは定命のものは、近づきすぎるとその荒れ狂う力によって引き裂かれてしまう。

#### 神々
Inheritance Trilogyに登場する創造主。神々は肉体を持った存在としても、持たない存在としても同じようにくつろぐことができ、事実上、創造物のどこでも移動することができ、すべての物質的および形而上的な物体や概念に対して完全な力を持っている。三部作の初期にはナハド、イテンパスおよびエネファの三柱の神だけが存在していた。エネファはイテンパスによって殺害され、最終的にイェイナが代わりとなった。個々の神々は非常に強力だが、全能でも全知でもない。<三神>が強調して行動することだけが、<大渦巻>に匹敵する絶対的な力を有している。

#### 子神
子神は<三神>ないし他の子神の不死の子供か、その組み合わせ。それぞれに親和性と対立性を有しており、全員がどこへでも移動する能力と、自分の肉体を含む物質を操る能力を有している。それ以上に、子神の力は個人ごとに大きく異なっている。子神には niwwah、mnasat および elontid の3階級がある。The Kingdom of Gods 作中でシアは魔童を第4の階級と位置付けているが、（シアが知る限りでは）すべての魔童は死んでいる。

##### 子神の一覧
これまでに名前が登場した子神：
- シア（Sieh the Trickster）：トリックスターとも呼ばれる、エネファーダの一柱、子供らしさ/いたずら/無垢/気まぐれの神。ナハドとエネファの子供。Niwwah
- Zhakkarn of the Blood：エネファーダの一柱で戦いの女神。ナハドとエネファの子供。Niwwah
- クルエ（Kurue the Wise）：エネファーダの一柱で知恵の女神。イテンパスとエネファの子供。Niwwah
- マディング（Madding）：イテンパスとエネファの子供で債務の神。<新しき光教団>によって殺害された。Niwwah
- ローラ（Role）：ナハドとエネファの子供で思いやりの女神。<新しき光教団>によって殺害された。Niwwah
- リル（Lil the Hunger）：ナハドとイテンパスの子供で飢えの女神。Elontid
- Nemmer：ナハドとエネファの子供。秘密の女神。Niwwah
- パイティア（Paitya）：マディングの副官の一柱。親和性と両親は不明。<新しき光教団>によって殺害された
- Kitr: マディングの副官の一柱。親和性と両親は不明。Mnasat
- ダンプ（Dump）：<捨てられしものの神>。親和性と両親は不明。<新しき光教団>によって殺害された
- ナハドの影/ハド/アハド（Nahadoth's Shadow/Hado/Ahad）：イェイナがなんらかの手助けをして生まれたナハドの子供。愛の神。
- Eyem-Sutah: 商売の神、親和性と両親は不明
- Egan: 現在は Arms of Night として働く子神。親和性と両親は不明
- Selforine: シアの以前の恋人。親和性と両親は不明
- Elishad: シアの以前の恋人。親和性と両親は不明
- Nsana: シアの以前の恋人でナハドとエネファの子供。夢の神
- Spider: シアの以前の恋人。ナハドとエネファの子供。親和性は不明だが預言者であり、未来を見ることができる
- Kahl: シアとエネファの子供。復讐の神。Elontid

### 定命の種族
あるいは、より具体的には人類。
この世界には多くの知的種族が存在するが、Inheritance Trilogy で重要なのは1種族だけである。
以下は関連のある人類のサブグループ：
- ダーレ（Darre）- ハイノース大陸のダール領の主要な民族グループ。少数のメイチェイ民族もダールに居住しており、多くのダーレは少なくとも部分的には戦士によって過去に占領されたか捕らえられた民族グループの子孫である。母権制/平等主義、若い戦士を名目上の首長として、尊敬される年長者の評議会に指導される。ダーレは背が低く、胸板が厚い傾向がある。褐色の肌と黒ないし茶色の長い髪で、多くのダーレは蒙古ひだがある。ほとんどのハイノース人と同様に、ダーレもティーマ人の遠い分派の可能性がある。
- アムン（Amn）- セヌム大陸のほとんどの国家の主要な民族グループ。アムンの肌は白いが、髪と目の色および体形はさまざまであり、これは他の民族グループを襲撃して征服した遊牧の野蛮人としての過去の遺産である。平等主義で、アラメリ一族、<貴族評議会>およびイテンパスの命令に支配される。アムンさまざまな言語を話していたが、<神々の戦い>以降はセヌマイトだけを話すようになった。
- マロネ（Maroneh）- ニマロ大陸の主要な民族グループ。マロネの肌は黒から褐色で、髪は茶色ないし黒色自然に強く縮れている。マロランドでは100以上の民族に分かれていたが、マロランドが沈んだあとの生き残りたちは一つのグループとして自らを「マロ・ン・ネー」（マロを悼むもの）と呼んでいる。
- ケン（Ken）- 東方の島で最も人口が多い。航海術と造船術で知られる。一般的には肌色は薄く長身で、茶髪か赤毛。言語はケン語。ケンの分派にはイルト人やウーサー人などがいる。
- ミン（Min ）- 島の民族。船作りと海賊業で知られる。
- ティーマ人（Teman）- 同盟として行動する複数の小国家の集まりである、ティーマ保護領の人々。三頭会議が指導する。ティーマ人はほどほどの慎重で、一般的には黒か茶色の髪で、さまざまな濃さの褐色の肌をしている。ほとんどのティーマ人は髪を「ケーブル・ロック」（髪の毛の繊維が互いに融合するぐらいに一緒に食べ寝られている長い髷）にしている。裕福なティーマンは宝石や貴金属のワイヤーで髪を飾り、貧しいものは自分で見つけたもの（貝殻など）を使っている。ティーマの首都のアンテマは世界で最も古い都市であり、<神々の戦い>を無傷で乗り越えた唯一の都市である。
- トッケン（Tokken）- トクランド（ハイノースの国）の種族。恐るべき戦士で、家父長制。
- ウーサー人（Uthre）- ウーサー王国の島の民。隣のイルトを無血征服し、後に<貴族評議会>によって承認された。ウーサー人はケンに似ている。
- ナーシーズ（Narshes）- ハイノースの種族。彼らの国は数世紀前に征服され、現在はいくつかのハイノースの国で少数民族として暮らしている。
- イルト人（Irti）- イルト王国の島の民。イルトは隣国のウーサーによって無血征服された後に<貴族評議会>に承認されて併合された。イルト人はケンに似ている。

### 魔童（Demon）
『空の都の神々は』の世界では、魔童（Demon）とは神と人間の間の子供である。魔童は定命で、ほとんどの部分は人類に類似しているが、場合によっては非人類から受け継いだものを示す外見的な「奇形」を有する魔童もいる（例えば『世界樹の影の都』のオリー・ショースの、魔法以外が見えない目など）。ほとんどの定命の人類は血統のどこかに神の血筋が入っているので「魔童」の定義はどの程度神の血を引き継いでいるかであり、一般的には1/8以上神の血を引いているものとされている。神々からより遠い血縁の人類であっても、先祖返りして魔童と見なされる場合もある。3つの特性を有していると魔童と見なされる：
1. （定命のものとしては）非常に強力な魔法の能力
2. 尋常ではない長寿命（平均200歳）
3. 「毒の血」：魔童の血液は、神々が肉体を持っているときに口にしたり、体内に注入されると神にとって致命的な毒となる

魔童の致命的な血液と言う最後の特徴が発見されたことで、神々が魔童と対立してほぼ絶滅するまで狩り立てて魔童の没落を呼びおこした。わずかな魔童の血統が、秘密裏にかつ場合によっては自分自身もそうとは知らずに生き残っている。三部作の時代に判明している魔童にはオリー・ショース、オリーの父親（死去）、娘のグリー・ショース、イテンパス教団の司教で代書士のダーテ・ロリラリア、若い方のシャハール・アラメリ、若い方のデカルタ・アラメリよびレマス・アラメリがいる。シアとイテンパスは、イテンパスの最初の魔童（死去）であるシンダ・アラメリのことも覚えている。
魔童達が生きており、人々の間を自由に行き来していた時代である魔童戦争以前の時代についてはわずかなことしか知られていない。その時代には数千人以上が存在していた可能性がある。
多くの文化では、魔童はその偉大な魔法の能力から定命の神として歓迎された。「純粋な」神よりも近づきやすいことから、一般的には好意を持たれていた。The Broken Kingdoms の Apendix 2 で、Nemue Sarfith Enulai は、飢饉の最中に同胞を救うために鮭のような川魚を作ったショース一族のYiho（エネファの娘で、おそらくオリー・ショースの先祖）について語っている。このような魔童による恩恵の結果、神々が魔童に敵対したときに多くの人々が地元の魔童を隠匿した。マロランドでは、マロランドが破壊されるまでは魔童は歴史家が enulai と呼ぶ、様々なマロの民の王族を守り案内する特別な階級の護衛となった。
ほとんどの魔童は数百人の定命の男女とナハドの子孫であり、子神たちも魔童の親となった。エネファ女神は、魔童を産むことで具合が悪くなったので（魔童の致命的な血の影響）、産んだ魔童の数は比較的少ない。イテンパス神を親とする魔童は、シャハール・アラメリの息子のシンダ・アラメリと、オリー・ショースの娘のグリー・ショースの二人だけが知られている。

## 評価
本作は好評を持って迎えられた。2011年のローカス賞 第一長編部門を受賞し、Romantic Times誌のレビュワーズチョイス賞を受賞した。2010年のティプトリー賞と、2011年クロフォード賞の最終選考に残り、2010年のネビュラ賞 長編小説部門、2011年ヒューゴー賞 長編小説部門、世界幻想文学大賞、2011年のDavid Gemmell Legend AwardおよびGoodreadsのファンタジーでのリーダーズチョイス賞にノミネートされた。